# Куэ, Эмиль
Эмиль Куэ (фр. Émile Coué; 26 февраля 1857, Труа — 2 июля 1926, Нанси) — французский психолог и фармацевт, разработавший метод психотерапии и личностного роста, основанный на самовнушении.
Этот метод основывается на мантроподобном регулярном повторении простых фраз — подобных, например, такой: «С каждым днем мне во всех отношениях становится лучше и лучше». Регулярность занятий является важным условием лечения. Вопреки распространенному убеждению, что сильная воля формирует быстрейший путь к здоровью, Куэ считал, что решение некоторых проблем невозможно без изменения бессознательных мыслей. Куэ подчеркивал, что он не целитель, а тот, кто учит других исцелять себя самостоятельно.

## Биография
Родился в небогатой, но знатной семье бретонского происхождения. Получил ученую степень по фармакологии в 1876 г.
По окончании учёбы в Париже открыл медицинскую практику в Труа, в ходе которой обнаружил, что на эффективность лечения оказывает значительное воздействие убеждённость пациента в целительности предложенного ему лекарства.
Основной причиной любого заболевания Куэ считал человеческое воображение. Поэтому для выздоровления он рекомендовал ежедневно повторять формулы, направленные на улучшение здоровья. Куэ утверждал, что каждый, внушающий себе: «Я достигну!», обязательно достигнет. Эта и другие предлагавшиеся им формулы содействовали активному участию больного в психотерапевтическом процессе, хотя, конечно, полностью заменить медикаментозные препараты не могли.

## Метод Куэ
Куэ известен парадоксальным утверждением о том, что в поединке воли и воображения побеждает последнее.
Работая в качестве аптекаря в Труа с 1882 по 1910 год, Куэ быстро обнаружил то, что позже стало известно как эффект плацебо.
Куэ заметил увеличение эффективности лекарства при подчеркивании его действенности в глазах пациента. Такие пациенты выздоравливали гораздо быстрее, чем те, которым он ничего не говорил о свойствах лекарства. Так началось исследование Куэ в области гипноза и силы воображения.
Первый метод лечения, примененный Куэ, основывался на гипнозе. Он открыл, что человек не может погрузиться в гипноз против своей воли, и, что более важно, результаты гипноза уменьшались, когда человек возвращался в сознание.
В 1910 году он переехал в Нанси и открыл там клинику психотерапии, которой руководил до своей смерти.
В своей работе руководствовался взглядами И. Бернгейма и П. Леви на сущность суггестии (внушения).
Рассматривал нарушения здоровья как следствие аутосуггестии и неправильного воображения: этим обусловлены особенности его группового пассивно-суггестивного метода, когда пациенты вводятся в гипнотическое состояние, в котором обращаются друг к другу со словами: «День ото дня мне становится все лучше и лучше».
Этот метод подвергся сильной критике специалистов, но среди практиков был очень популярен.
Повлиял на И. Г. Шульца, создателя метода аутогенной тренировки.

## Критика метода
В течение своей жизни он пользовался международной репутацией, но его работа и его исследования почти канули в Лету через несколько лет после его смерти. Особенно критикуют основной аспект его теории: наше бессознательное определяет наше физическое и психическое состояние, и мы можем воздействовать на них через воображение.

## Упоминание метода в произведениях искусства
- Учеником Куэ называл себя знаменитый цирковой факир 20-х годов То-Рама.
- Психически больной бывший инспектор Чарльз Дрейфус, в фильме «Розовая Пантера наносит новый удар», 1976 года, неоднократно использует фразу «Каждый день и во всех отношениях я становлюсь лучше и лучше» по указанию своего психиатра.
- В книге "Подсознание может всё" от автора Джон Кехо, в одной из глав упоминается о методе Эмиля Куэ как способность влиять на свою реальность.
- Главный герой фильм Эмира Кустурицы «Помнишь ли ты Долли Белл?» (1981 г.) часто повторяет мантру как результат изучения гипнотерапии и самовнушения.
- Джон Голсуорси часто ссылался на него в романе «Белая обезьяна» из трилогии «Современная комедия».
- Джон Леннон включил мантру Куэ в «Beautiful Boy» в альбоме Double Fantasy.
- Энтони Роббинс также использует его формулу в своем выступлении "Час силы"[5]
- В книге "Гарри Поттер и методы рационального мышления" есть отсылка на его метод самовнушения.

### Список произведений
- La Maitrise de Soi-Meme par l'autosuggestion consciente.:
  - Самообладание с помощью сознательного самовнушения. — Аура, 2004. — 88 с.
  - Сознательное самовнушение как путь к господству над собой: Методы, техники, практика. — Амрита, Свет, 2017. — 128 с. — 3000 экз. — ISBN 978-5-413-01495-0.
  - Школа самообладания путём сознательного (преднамеренного) самовнушения. — ЛКИ, 2018. — 80 с. — (Из наследия мировой психологии). — ISBN 978-5-382-01842-3.
  - Самовнушение. — Литера Нова, 2018. — 164 с. — ISBN 978-966-1553-55-6.